# Oli d'oliva
L'oli d'oliva és un oli vegetal a partir del suc de l'oliva, el fruit de l'olivera.

## Tipologia
La normativa d'etiquetatge de l'oli d'oliva és molt complexa i en algunes ocasions pot portar a confusió. Les principals normes que el regulen són: 
- El Reglament CEE136/1966 – d'organització del comerç de matèries greixoses.
- El Reglament 2568/91 – d'establiment de les característiques i l'anàlisi dels diferents olis d'oliva.
- El Reglament 796/2002 – de modificació del Reglament 2568/98.
- El 1019/2002 – sobre les normes de comercialització de l'oli d'oliva.

Els productors dels diferents tipus d'oli estan obligats a informar a les etiquetes dels seus envasos del seu contingut, de manera que es creen dues grans categories: l'oli d'oliva verge i l'oli d'oliva.

### Oli d'oliva verge extra

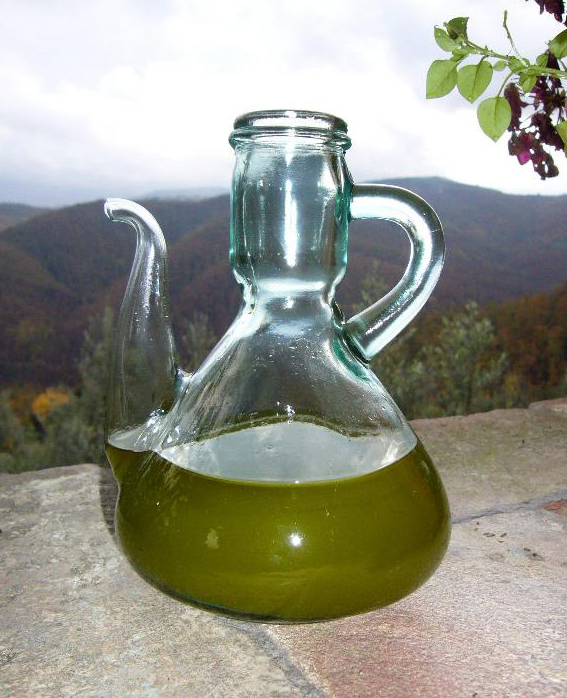
Setrill amb oli d'oliva

És l'oli d'oliva obtingut directament de les olives i només per procediments mecànics, principalment la premsa. Això vol dir que qualsevol envàs que sigui etiquetat com a oli d'oliva verge no pot contenir cap tipus d'oli refinat (és a dir, obtingut per procediments químics) i que, per tant, són els de major qualitat.
Dins els olis d'oliva verge, trobem: 
- Oli d'oliva verge extra:  És l'oli de més qualitat. A més a més de ser obtingut per procediments exclusivament mecànics i garanteix que les olives emprades són les de més qualitat i amb una acidesa per sota dels 0,4º, tot i que sovint no arriba als 0,2º. Són els olis ideals pel consum humà i els que contenen les qualitats gastronòmiques i saludables més notables.
- Oli d'oliva verge: Igual que l'oli d'oliva verge extra, és obtingut exclusivament per procediments mecànics (premsa), però a diferència de l'oli extra, no es garanteix que les olives són de la millor qualitat. Les acideses d'aquests olis sovint són una mica més altes que les dels olis verge extra.

A Catalunya hi ha cinc denominacions d’Origen Protegides d’olis d’oliva verge extra: Oli de Terra Alta, Oli del Baix Ebre-Montsià, Oli de l’Empordà, Siurana i Les Garrigues, al País Valencià es troba la DOP Oli de la Comunitat Valenciana. i a les Illes, Oli de Mallorca.

### Oli d'oliva
Els envasos les etiquetes dels quals només indiquen "oli d'oliva" són aquells que contenen mescles d'oli d'oliva verge amb altres olis produïts mitjançant procediments químics, com per exemple el refinat. No es recomana el consum directe d'oli d'oliva refinat, pel qual és necessari barrejar-lo amb olis verge per fer-lo apte pel consum humà. Dins d'aquest grup trobem: 
- Oli d'oliva: Oli que conté exclusivament olis d'oliva que hagin estat sotmesos a un tractament de refinat i olis obtinguts d'olives.
- Oli de pinyola: Oli que conté olis procedents del tractament de la pinyola (el qual és un producte obtingut després de l'extracció de l'oli d'oliva) i d'olis obtinguts directament d'olives.

Així doncs, com consumidors, cal no confondre els diferents tipus d'oli per saber fer una tria adequada a les nostres necessitats.

## Composició

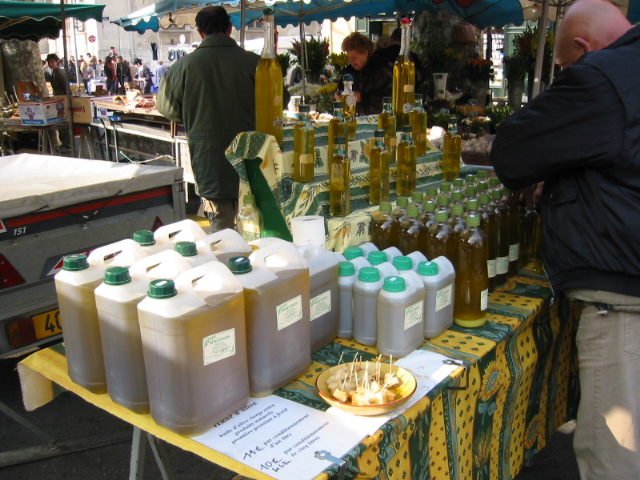
l'oli d'oliva és un producte present a molts mercats.

Els greixos o lípids són nutrients indispensables per a l'organisme. La seva funció és fonamentalment energètica. A més de fer que els menjars siguin més apetitosos, tenen un valor biològic, ja que els teixits necessiten els lípids per desenvolupar la seva activitat. D'altra banda, el fet que algunes vitamines (A, D, E, K) sols siguin solubles en els greixos explica la dependència amb els lípids per poder ser absorbides pel cos humà.
Els lípids estan constituïts principalment per àcids grassos que pertanyen a dos grans grups:
- els àcids grassos saturats, majoritaris en els greixos d'origen animal (carn, formatge, mantega, nata, xocolata) i en alguns olis vegetals com el de coco.
- els àcids grassos insaturats, presents en els olis vegetals i en els peixos. Dintre d'aquest grup hi podem trobar els monoinsaturats i els poliinsaturats. Dintre dels àcids grassos presents en els olis vegetals, n'hi ha dos de fonamentals per a la vida humana:
- l'àcid oleic (monoinsaturat), que constitueix entre el 65 i el 80% dels components de l'oli d'oliva.
- l'àcid linoleic (poliinsaturat), també present a l'oli d'oliva, és un dels àcids grassos essencial per a l'organisme. Els àcids grassos poliinsaturats són els que presenten més poca estabilitat. Aquest fet afavoreix l'inici del procés de formació de radicals lliures i, per tant, de l'oxidació de l'oli. Aquest procés és la causa que els olis es tornin rancis, donant-los mal sabor i olor com a conseqüència dels components volàtils que es generen. L'àcid oleic, pel seu caràcter de monoinsaturat, és més poc propens a l'oxidació. En el cas de l'oli d'oliva, els àcids grassos representen entre el 98,5 i el 99,5% de l'oli. A més de l'àcid oleic (75.5%), l'àcid palmític (11.5%, saturat) i l'àcid linoleic (7.5%) el segueixen en ordre d'importància. La presència d'altres àcids grassos minoritaris com són el palmitoleic, l'esteàric, el linolènic i l'araquídic és comuna a la major part de varietats d'oliva.

## Història

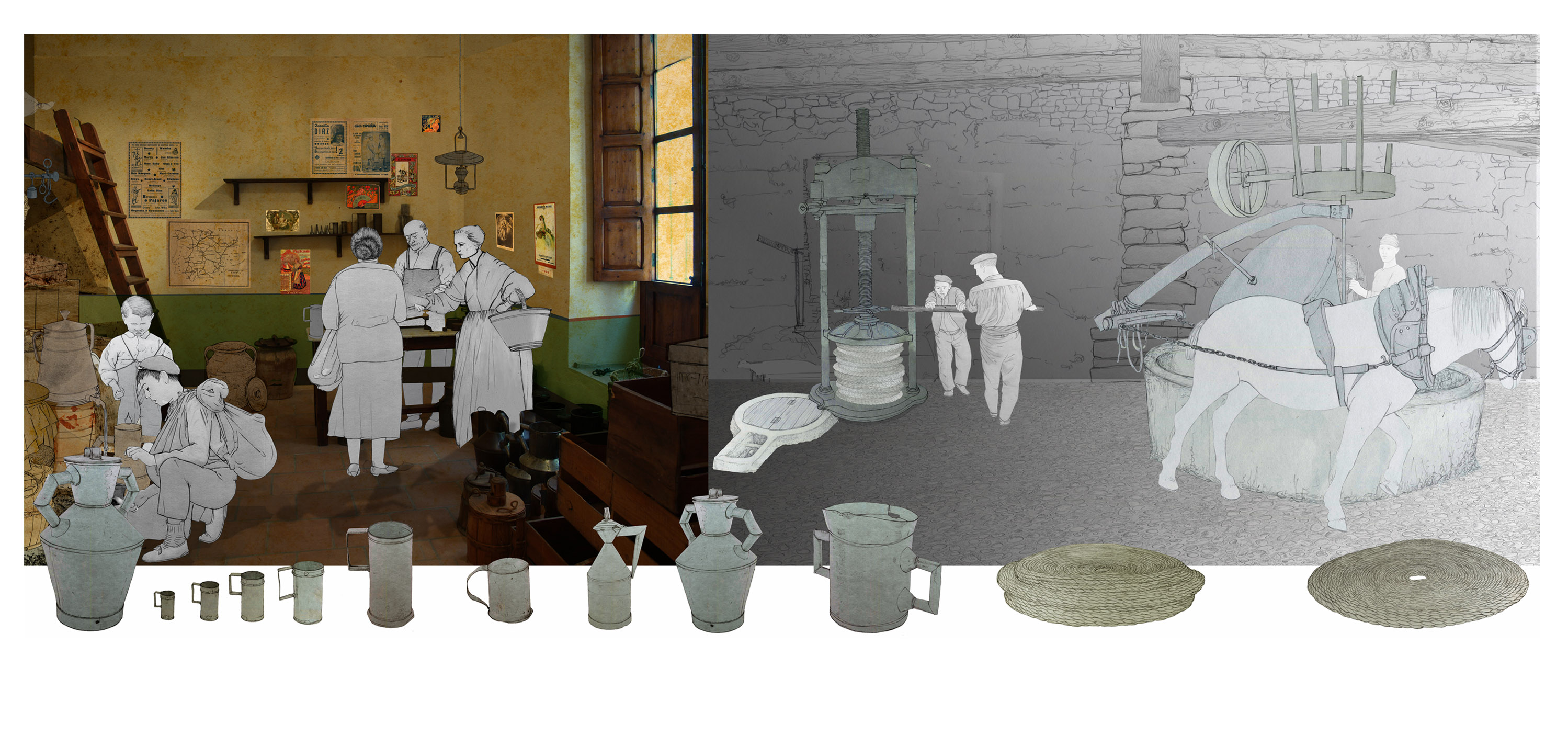
Imatges relacionades amb l'elaboració d'oli. Il·lustracions d'Andrés Marín Jarque per a l'exposició permanent "Secà i Muntanya" del Museu Valencià d'Etnologia.

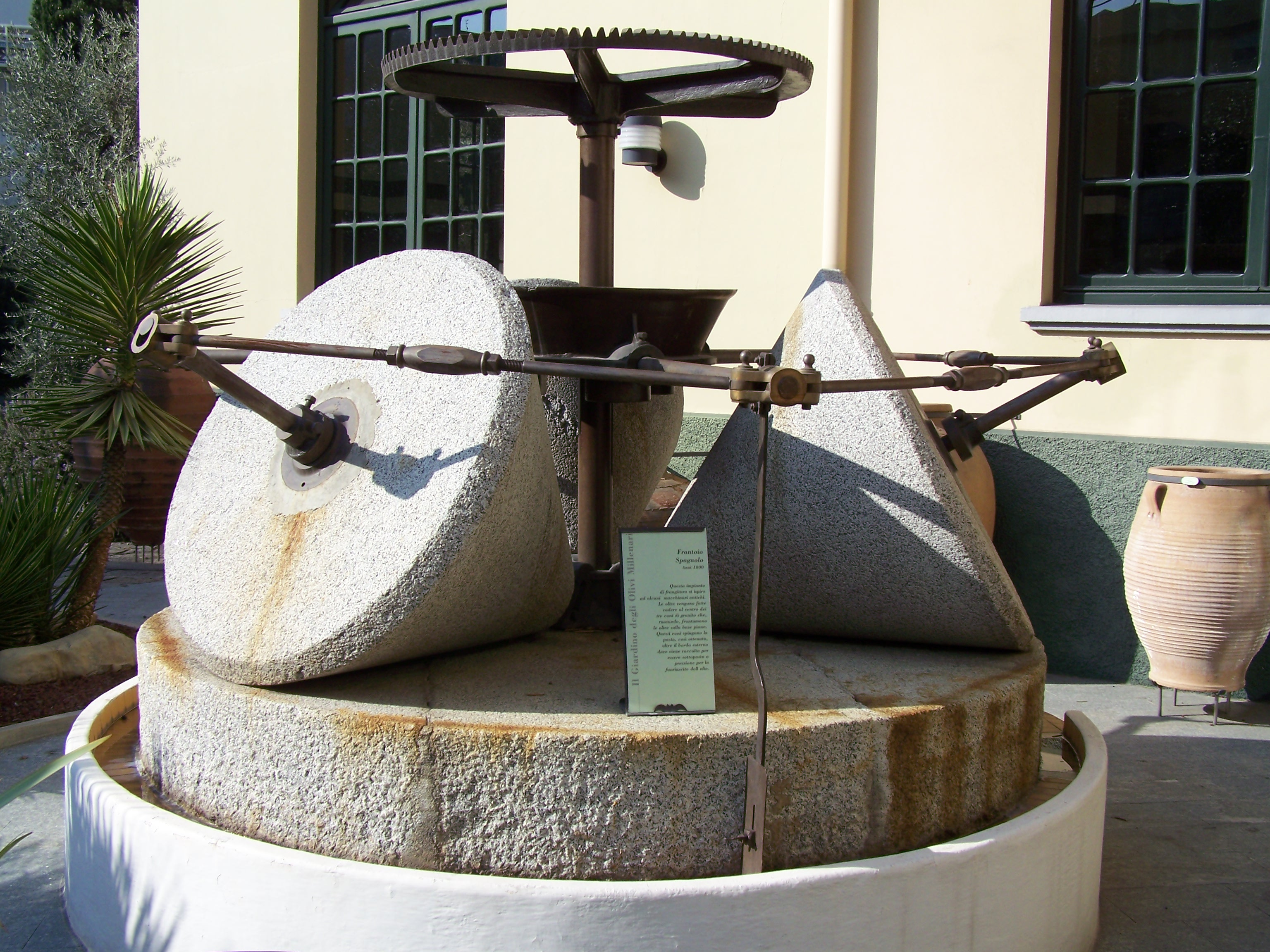
Trull amb tres moles còniques del.

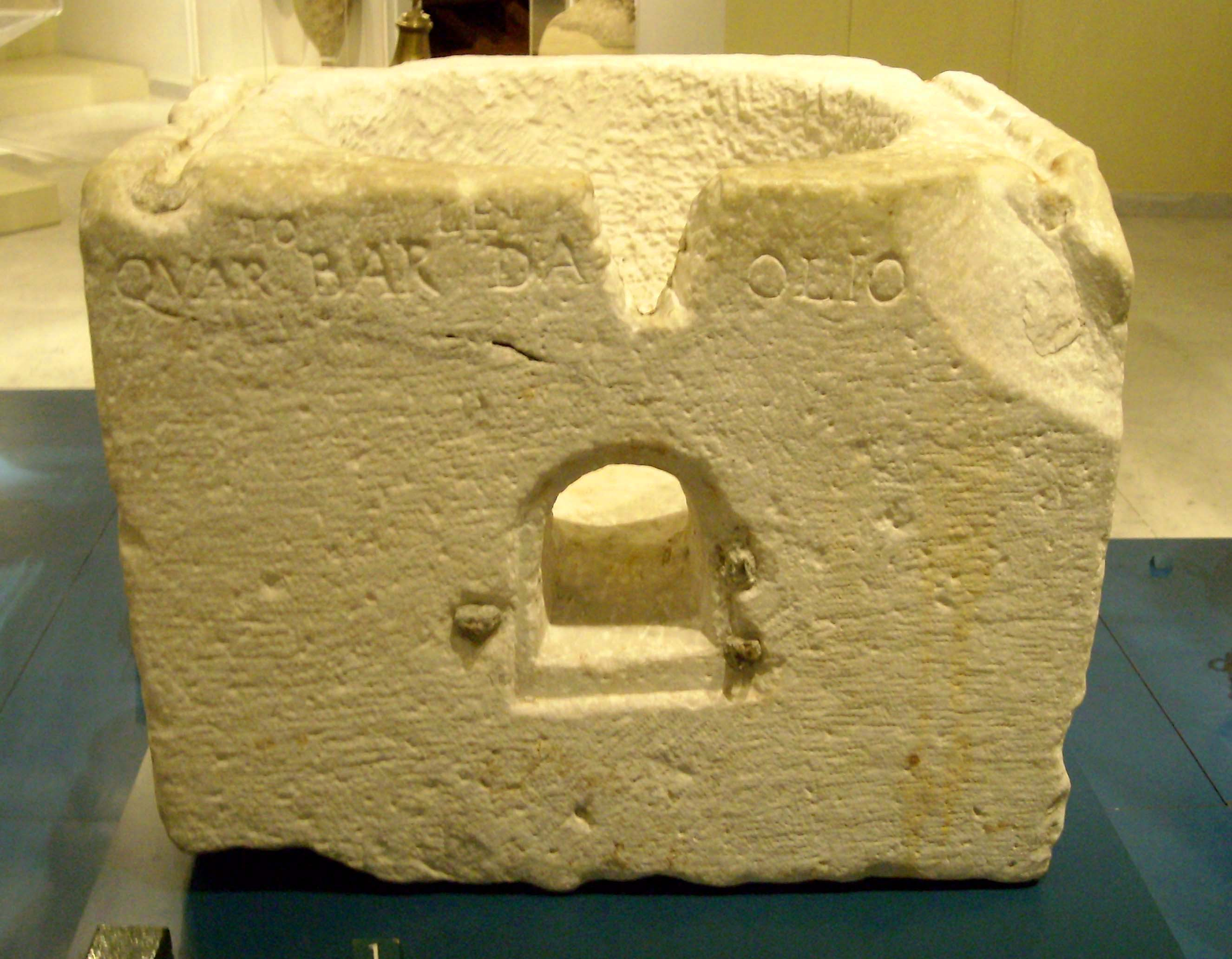
Mesura de l'oli d'oliva en un moro romà.

L'ús d'olis vegetals en la vida quotidiana, tant el seu ús gastronòmic com religiós, o altres aplicacions habituals, va acompanyar a la humanitat des de temps immemorials, emprat com a combustible a la il·luminació dels temples religiosos.
Les proves arqueològiques mostren que l'any 6000 aC les olives s'estaven convertint en oli d'oliva i el 4500 aC en un assentament prehistòric ara submergit al sud de Haifa. Es creu que el seu ús va néixer potser amb l'agricultura, però es coneixen usos de l'arbre de l'olivera en el Paleolític Superior (12000 aC).
Les oliveres i la producció d'oli a la Mediterrània oriental es remunta a l'antiga ciutat-estat d'Ebla, als afores de l'actual ciutat siriana d'Alep, entre el 2600 i el 2240 aC. A Egipte, on es va començar el cultiu de l'olivera cap al 2000 aC, es va començar a utilitzar l'oli d'oliva amb fins cosmètics. Els egipcis ja apuntaven a Isis com la deessa que va ensenyar el cultiu de l'olivera als homes. Els mateixos egipcis van començar a comercialitzar l'oli d'oliva. Ja a l'interior de les cambres funeràries es veuen representats vasos i àmfores amb oli d'oliva. Aviat s'estendria al mediterrani, sent part integrant de la trilogia: pa, vi, oli.
La producció oleícola no va arribar als grecs fins a mitjans del II mil·lenni aC a través de la conquesta micènica de Creta (on es documenta la producció d'oli i el seu ús ritual des del període minoic antic). En la posterior civilització hel·lènica que es va desenvolupar a l'àrea, l'oli d'oliva sempre va tenir un important paper. En l'origen mític d'Atenes, l'olivera té un paper fonamental, ja que diu la tradició que tant Atenea com Posidó van voler tenir sota la seva protecció a la nova ciutat i per això Zeus va oferir un present als atenencs, preferint aquests el present d'Atenea, un rebrot d'olivera. Durant les competicions gimnàstiques, els grecs s'ungien amb oli d'oliva que després es netejaven utilitzant un artefacte de bronze o coure anomenat estrígil. En l'època de l'expansió colonial grega, al voltant del segle VII aC els grecs van portar la producció d'oli a Itàlia.
Els fenicis, el gran poble comerciant de l'antiguitat mediterrània, va portar el cultiu de l'olivera a les costes de la península Ibèrica, i l'actual Andalusia, cap al segle xi aC. Aviat aquesta terra hauria d'esdevenir una de les principals zones de producció de l'or líquid. Cap al segle vii aC els fenicis van arribar a les costes valencianes catalanes, quan comencen a cercar rutes alternatives per al comerç amb l'atlàntic, i també van introduir la producció oleícola al Magrib i Sardenya.
Amb Roma el consum d'oli d'oliva arriba als confins de l'imperi, a les ennuvolades fronteres de Britànnia i a les nevades planes danubianes. El comerç de l'oli es va desenvolupar com mai abans, les costes del Magrib oriental, la Bètica (actual Andalusia) i el mediterrani francès van ser els tres grans centres de producció d'oli durant els segles de l'imperi.
El predomini andalús i Jaén en la producció mundial d'oli d'oliva prové de l'època dels establiments de l'Imperi Romà a Hispània. En època romana la Bètica, província romana que coincideix bàsicament amb el territori andalús, va ser la principal província productora d'oli d'oliva durant els segles d'esplendor de l'Imperi Romà. Mostra de la glòria de la qual va ser una de les províncies més riques i fecundes de l'Imperi Romà, és el turó de Testaccio, a Roma. El Testaccio, o muntanya dels testos, és un turó artificial de 250 x 150 metres en la seva base i de més de 50 m d'alçada, formada pels milions de restes d'àmfores oliaries (d'oli d'oliva) de la bètica, llançades en ell durant gairebé tres-cents anys, des de l'època d'August, fins a mitjans del segle iii. La tradició popular de la capital d'Itàlia, que recull històries del turó com a testimoni de la glòria de Roma, conserva la llegenda que es tractaria del lloc on es llançaven les àmfores que contenien el tribut de totes les províncies a la ciutat imperial. A l'enormitat de la muntanya de testos, els habitants de la ciutat veien un símbol del poder de la Roma antiga i de la bonança econòmica del seu gran imperi. No obstant això, la tradició popular erra en la seva identificació: el Testaccio està format per les àmfores que contenien el tribut i la riquesa de l'oli d'una sola província, la Bètica i en menor mesura de la Tripolitània, segons el model (Dressel) dels vasos trobats en aquest jaciment romà. En l'antiguitat, i igual que actualment, el centre de la producció andalusa es trobava a la vall del Guadalquivir, tot i que llavors el pes major requeia una mica més a l'oest que actualment (amb l'actual predomini a Còrdova i sobretot de l'olivarera per excel·lència Província de Jaén).

## Qualitat i tipus d'olis

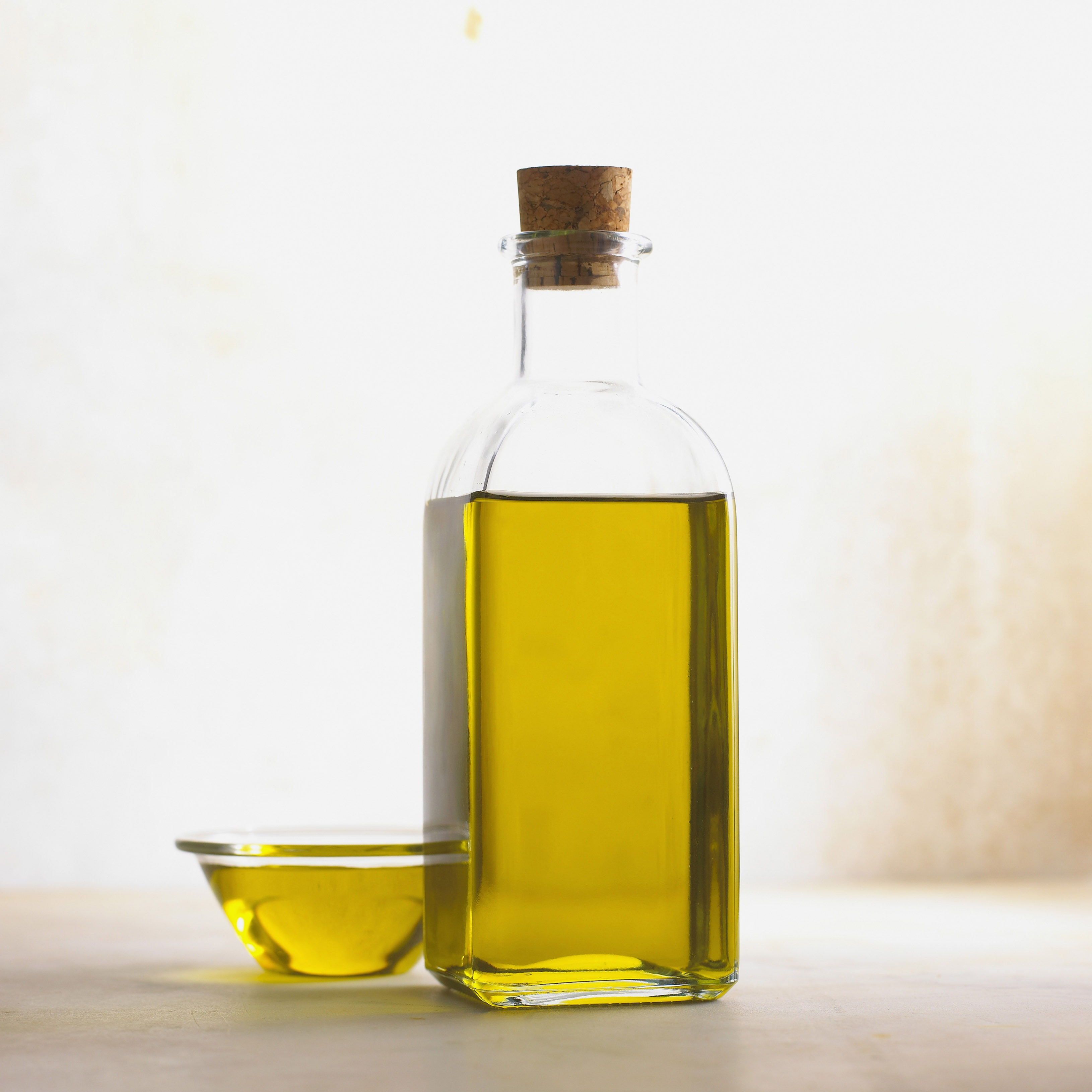
Oli d'oliva verge extra.

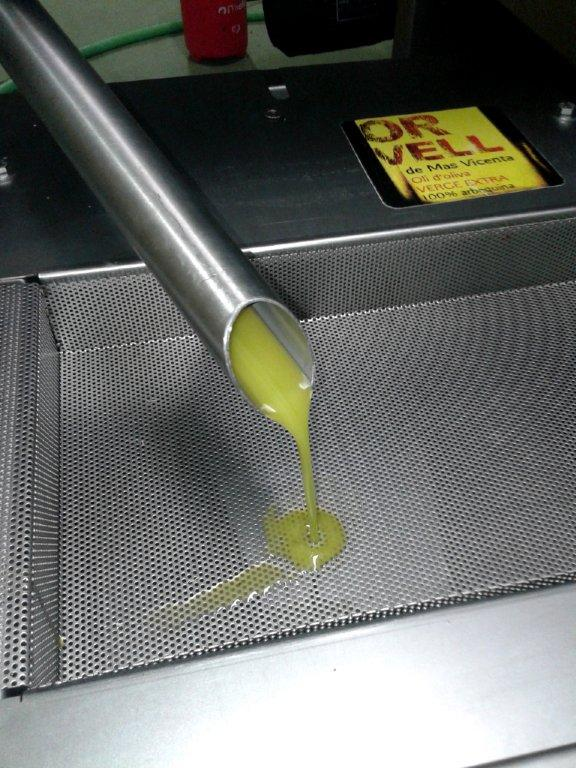
Primer oli de la temporada a un molí d'Almatret, al Segrià Sec. L'oli primerenc, també conegut com "oli verd", pel seu color viu, és molt apreciat, tant per la seva aroma més intensa i per tenir un gust lleugerament més picant que el de la resta de la temporada.

La qualitat d'un oli d'oliva es pot definir com el conjunt de propietats o atributs propis de l'oli, els quals determinen el grau d'acceptació per part del consumidor respecte d'un determinat ús. Els criteris de qualitat que s'apliquen a l'oli d'oliva són definits per determinacions químiques com: 
- el grau d'acidesa
- l'estat d'oxidació
- la detecció de components anòmals
- i pels resultats de l'anàlisi sensorial de les característiques organolèptiques definides per un panell de tastadors experts, a partir d'una degustació en un laboratori de tast, quantificant l'absència-presència de defectes i qualificant els seus atributs positius, principalment el fruitat amb les seves variants.
- El mètode per a la seva obtenció. Es considera que el més bo i que conserva totes les seves propietats és aquell oli que s'obté de la primera premsada en fred i s'anomena oli d'oliva verge extra.
- L'estat de les olives abans d'ésser premsades també influeix en la qualitat, de tal manera que si les olives, un cop ja madures, es cullen directament de l'arbre i tot seguit es porten a moldre, la seva qualitat és excel·lent. Si pel contrari, les olives es deixen envellir i es guarden molts dies en males condicions, aleshores els enzims hidrolítics comencen a actuar sobre els lípids i el seu grau d'acidesa augmenta, minvant així la seva qualitat.

## Tast
El tast de l'oli novell és un acte ple de significat entre els oliveraires. D'una banda, perquè suposa el moment culminant de tot un any dedicat al conreu de l'oliverar. D'altra, perquè si l'oli no ix bo se'l destinarà a usos distints del culinari, com ara cremar velloses, encendre el foc o fer sabó.
En el País Valencià se sol dir que l'oli més bo és l'obtingut de la varietat blanqueta, que és una oliva petita que no arriba a fer-se mai negra, autòctona de les muntanyes d'Alacant. Els més entesos són del parer que l'oli perquè siga bo no ha de ser gros, sinó clar i transparent; la dita un oli claret com l'or expressa a la perfecció aquesta exigència.

## Extracció

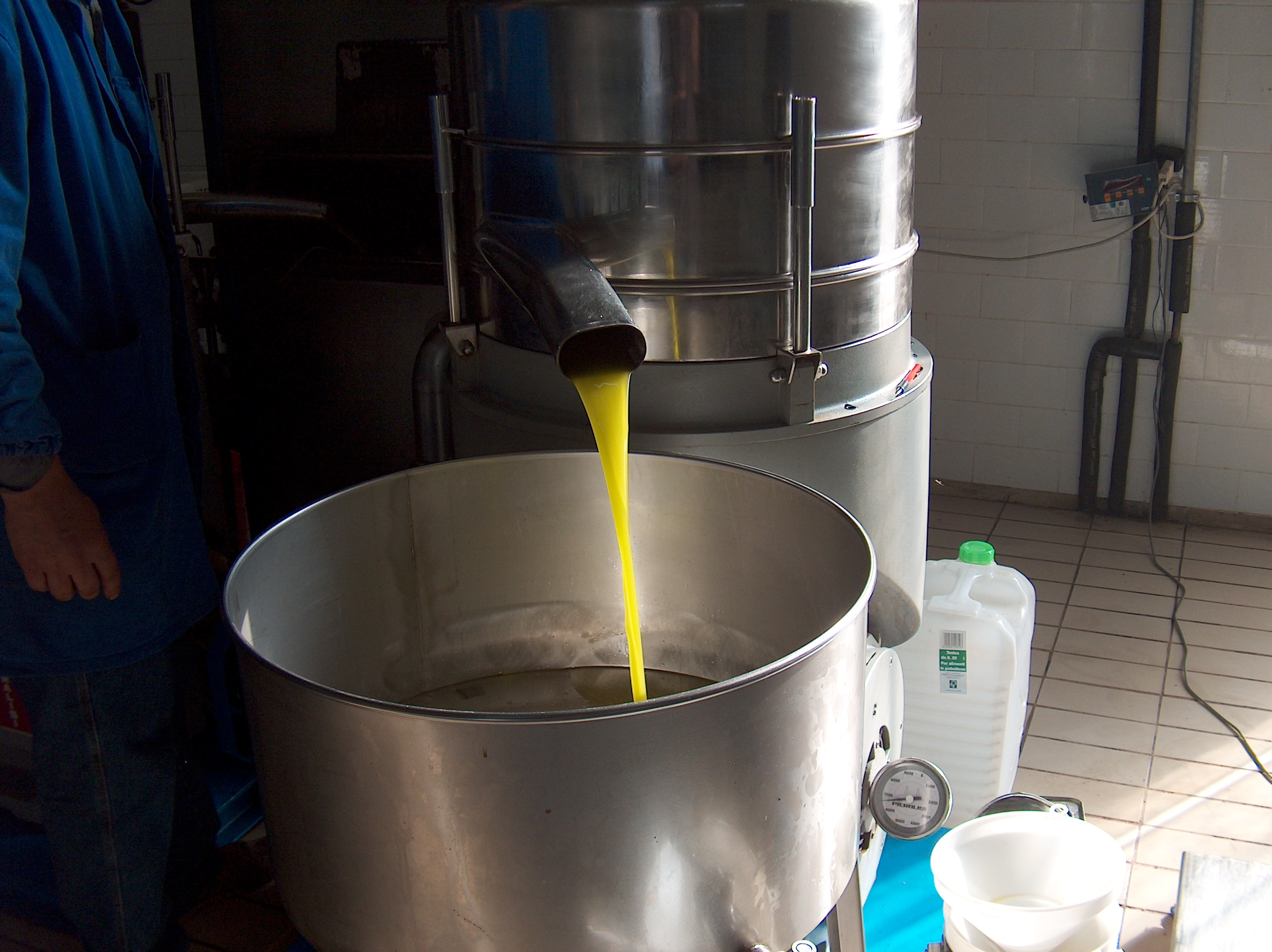
Extracció d'oli amb una centrífuga.

L'almàssera és el molí on es fa l'oli. És una dependència fosca i poc ventilada per la manca de finestres o la petitesa de les existents. La saviesa popular considera que per fer un bon oli no ha de pegar-li l'aire mentre s'està elaborant. Etimològicament aquest mot prové de l'àrab al-ma'sara que té el mateix significat. En llengua castellana se'n diu almazara. Tanmateix en català s'empra el mot trull, com el lloc on s'elabora oli. Aquest terme està molt estès a zones com l'Empordà, on el mot almàssera és inexistent.
Les almàsseres comunals solen estar situades i posades a les foranes del poble amb el propòsit de facilitar la descàrrega de les olives i la posterior càrrega de l'oli acabat de fer. Antigament, les Senyories o les cases de llauradors rics tenien la seua pròpia almàssera, que era d'ús exclusiu.
Les olives que arriben a l'almàssera se'n van a parar a la gronsa, i d'aquesta passen a la safa. El trull o trompellot a mesura que va girant aixafa les olives i les converteix en una pasta (anomenada sansa), que entra en unes piques o bassetes i d'on l'almasserer la treu servint-se d'un poal. Tot seguit, aquesta pasta d'oliva molta és col·locada sobre una mena d'estores circulars dites esportins o cofins que, disposats formant una pila, seran sotmesos a la pressió d'una premsa. El primer oli que s'obté és el denominat verge o de primeres, per distingir-lo del provinent de la remolta o premsada posterior, que se'l coneix amb el nom d'oli de segones.
De la premsa l'oli ix barrejat amb aigua, per això l'encarregat de l'almàssera ha d'anar separant un líquid de l'altre. Aquesta fase del procediment s'anomena la triada de l'oli, que sempre sura per damunt de l'aigua perquè té menor densitat que aquella. L'oli acabat de fer es guarda al celler dins de gerres de fang, on es deixarà reposar alguns mesos. Després, l'oli s'haurà de trascolar, que és una operació que consisteix a passar-lo del recipient en què es troba a un altre de buit, a fi que el solatge de les morques es quede en la gerra des d'on s'ha abocat.
Actualment l'oli es filtra i es comercialitza dins del mateix any, és el conegut oli nou que s'anuncia el novembre a moltes cooperatives i comercialitzadores.
L'oli sense filtrar és molt apreciat per a amanir, s'anomena oli del raig.

## Residus i subproductes

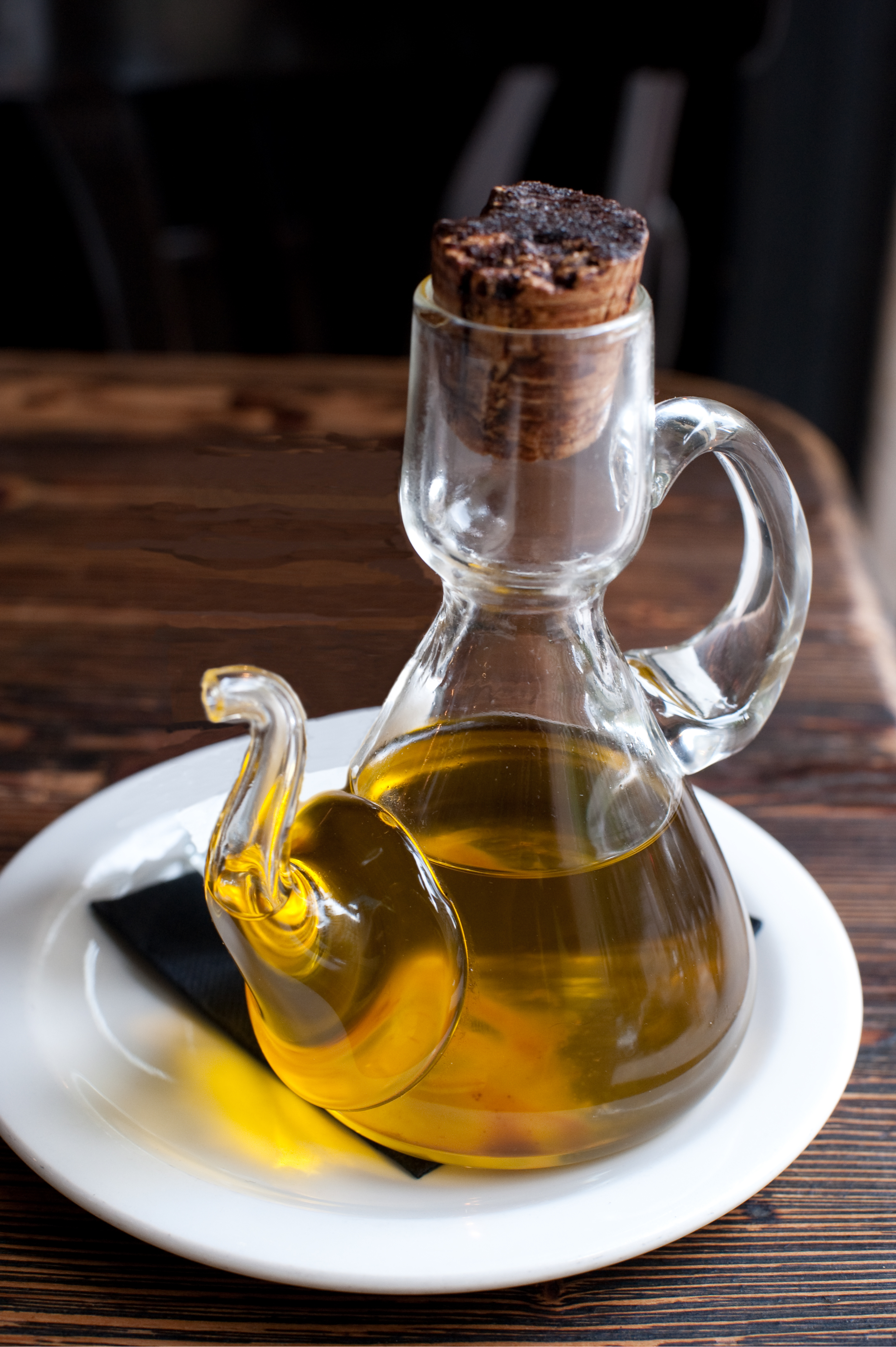
Setrill amb oli d'oliva

El procés de filtració selectiva, també anomenat Sinolea, si es combina amb la centrifugació augmenta l'efectivitat de separació de l’oli respecte els residus, però augmenta el cost operacional. Aquest mètode es basa en la diferència de tensió interfacial de l’oli i l’aigua en contacte amb les plaques de filtre. Durant la producció de l’oli, es formen diversos subproductes com ara l’oli de pinyolada, les fulles de les olives, els aigües residuals de la producció d’oli d’almàsseres i la pedra de la oliva i les llavors.
- L'oli de pinyolada és un residu sòlid obtingut durant el premsat o la centrifugació en la producció d’oli d’oliva, consta de trossos de pell, polpa, pedra i gra de l’oliva. Ha de ser refinat i no té sabor, ni aroma, ni color fins que es millora amb olis d’oliva verge comestibles. Es pot comercialitzar de diverses formes, cru on el seu ús final seria la refinació per ús tècnic o humà o refinat i barrejat amb altres olis aptes pel consum.[19]

- Les fulles de les olives s’han utilitzat des de sempre com a preservant i additiu d’aliments, en cosmètica i per la salut. També s’utilitzen per fer infusions. La oleuropeïna és el compost més abundant en aquestes fulles i juntament amb altres compostos fenòlics s’han estudiat que aporten beneficis en activitats biològiques, com per exemple bons antioxidants o inclús efectes antimicrobians. Tot i així, la seva composició química varia segons les condicions climàtiques, l'edat de l’arbre, el tipus d’agricultura que es duu a terme, la composició del sòl i els mètodes d’anàlisi utilitzats.[20]

- Les aigües residuals de la producció d’oli d’almàsseres representen la fase líquida de residus en la producció de l’oli d’oliva. Conté diversos compostos orgànics com sucres, lípids i pectines. Tot i que tenen efectes nocius pel medi ambient, es poden utilitzar com a element nutritiu pels humans, ja que té efectes positius sobre la salut humana com per exemple, la inhibició de la l’oxidació de lipoproteïnes de baixa densitat, l’agregació de les plaquetes, efectes sobre radicals lliures i activitat antimicrobiana. Una de les aplicacions més recents és la dels esprais utilitzant tècniques d’encapsulació.[20]

- La pedra de l’oliva i la llavor són un subproducte ric en hemicel·lulosa, cel·lulosa i lignina així com proteïnes, grasses, sucres, fenols... S’obtenen en la filtració dels residus sòlids en el processament de l’oli. El seu ús principal és la combustió per produir energia i calor. Altres usos que se li atribueixen són com a carbó actiu, producció de furfural, farciment del plàstic, cosmètics, com a biosorbent, alimentació animal i formació de resina. La llavor de l’oliva té un paper molt important en l’aroma i les qualitats químiques de l’oli d’oliva, per tant, és important conèixer els compostos que se'n poden obtenir després del seu processament.[20]